# Miss Cameroun 2022
Miss Cameroun 2022 est la 15e élection de Miss Cameroun. Elle a eu lieu le 7 janvier 2022 au Palais Polyvalents des Sports de Yaoundé.
La gagnante, Julia Samantha Edima, succède à Audrey Nabila Monkam, Miss Cameroun 2020,,,.
Julia Samantha, Miss Cameroon 2022, a 26 ans au moment de son élection. Elle est étudiante et titulaire d’un master I en communication d’entreprise.

## Classement final
| Titre              | Candidates                     |
| ------------------ | ------------------------------ |
| Miss Cameroun 2022 | - Sud - Julia Samantha Edima   |
| 1re dauphine       | - Sud - Sonia Etaba            |
| 2e dauphine        | - Nord-Ouest - Noella Prandy   |
| 3e dauphine        | - Nord-Ouest - Noella Prandy   |
| 4e dauphine        | - Nord-Ouest - Marion Fon Achu |
| 5e dauphine        | - Est - Marthe Sondi           |

## Candidates
| Région                            | Nom                                     | Âge    | Résidence | Élue le                   | Classement Final |
| --------------------------------- | --------------------------------------- | ------ | --------- | ------------------------- | ---------------- |
| Finaliste                         | Njanga Eke Lydienne                     | 21 ans | Yaoundé   |                           |                  |
| Miss Sud-ouest                    | Michelle Darelle Makowa Fogno           | 22 ans | Douala    | 25 août 2021 à Douala     |                  |
| 1re dauphine de Miss Nord-Ouest   | Lambi Tenneh Noella Prandy              | 21 ans |           | 20 juin 2021 à Bafoussam  |                  |
| 1re dauphine de Miss Est          | Nga Mfono Rose Ange Marie               | 20 ans | Yaoundé   | 17 octobre 2021 à Yaoundé |                  |
| Miss Extrême Nord                 | Marguerite Audrey Nsoga Penda           | 22 ans |           | 16 mai 2021 à Maroua      |                  |
| 2e dauphine de Miss Centre        | Brigitte Nadongue Onana                 | 21 ans | Yaoundé   | 17 octobre 2021 à Yaoundé |                  |
| 1re dauphine de Miss Ouest        | Stéphanie Kamfing                       | 23 ans |           | 20 juin 2021 à Bafoussam  |                  |
| Miss Extrême Nord                 | Serges Cécile Joyce Boumtje             | 26 ans | Yaoundé   | 16 mai 2021 à Maroua      |                  |
| 1re dauphine de Miss Sud          | Beyala Sonia Etaba                      | 21 ans | Yaoundé   | 17 octobre 2021 à Yaoundé | 1re dauphine     |
| 2e dauphine de Miss Sud           | Cecile Armelle Nseng Zang               | 23 ans | Yaoundé   | 17 octobre 2021 à Yaoundé |                  |
| Miss Nord                         | Ndoudja Djounsia Hamadou                | 22 ans | Yaoundé   | 16 mai 2021 à Maroua      |                  |
| 2e dauphine de Miss Sud-ouest     | Elsie Ngankam                           | 25 ans | Buéa      | 25 août 2021 à Douala     |                  |
| Miss Est                          | Sondi Marthe Emmanuelle                 | 25 ans | Buea      | 17 octobre 2021 à Yaoundé | 4e dauphine      |
| Finaliste                         | Laurette Reimanne Leslie Betama Amougou | 23 ans | Yaoundé   |                           |                  |
| 1re dauphine de Miss Centre       | Fabiola Bemkona Atta                    | 25 ans | Yaoundé   | 17 octobre 2021 à Yaoundé |                  |
| Miss Adamoua                      | Blessing Mangwi Mbony                   | 21 ans | Adamawa   | 16 mai 2021 à Maroua      |                  |
| 2e dauphine de Miss Ouest         | Maélisse Matuekam                       | 21 ans | Bafoussam | 20 juin 2021 à Bafoussam  |                  |
| Miss Nord                         | Raïssa Mandeng                          | 21 ans | Yaoundé   | 16 mai 2021 à Maroua      |                  |
| Miss Littoral                     | Wondjè Eyidi Annette Ruth               | 19 ans |           | 25 août 2021 à Douala     | 2e dauphine      |
| Miss Nord Ouest                   | Marion Fon Anyoh Achu                   | 21 ans | Buéa      | 20 juin 2021 à Bafoussam  | 3e dauphine      |
| 2e dauphine de Miss Extrême-Nord  | Ezeti Tizi Augustine                    | 21 ans |           | 16 mai 2021 à Maroua      |                  |
| Miss Sud                          | Assoumou Edima Samantha Julia           | 26 ans |           | 17 octobre 2021 à Yaoundé | Miss Cameroun    |
| Miss Ouest                        | Nkuimi Loveline                         | 25 ans | Douala    | 20 juin 2021 à Bafoussam  |                  |
| 1re dauphine de Miss Littoral     | Njoh Bonguen Costadina Brunelle         | 22 ans | Yaoundé   | 25 août 2021 à Douala     |                  |
| 1re dauphine de Miss Extrême-Nord | Maryam Nkabiwalla                       | 22 ans | Maroua    | 16 mai 2021 à Maroua      |                  |
| 1re dauphine de Miss Sud-Est      | Atem Mbongue Belie Noella               | 23 ans | Buéa      | 25 août 2021 à Douala     |                  |
| Miss Centre                       | Martiale Trecia Diyani Kanga            | 19 ans | Yaoundé   | 17 octobre 2021 à Yaoundé |                  |
| Miss Cameroun Sénégal             | Yvette Serena Ngounou Bahiol            | 21 ans | Dakar     | 20 décembre 2019 à Dakar  |                  |

Candidates désistées
- Tamasang Zita Ngenwie
- Nguiviassi Yvonne
- Masso Nkolo Lauren Melissa

## People's choice
| Miss                          | Public | Total |
| ----------------------------- | ------ | ----- |
| Atem Mbongue Noella           | 28267  |       |
| Martiale Diyani Kanga         | 27824  |       |
| Brunelle Njoh                 | 27093  |       |
| Maryam Nkabiwalla             | 20015  |       |
| Nkuimi Loveline               | 19133  |       |
| Fon Achu Marion               | 13968  |       |
| Sondi Marthe Emmanuelle       | 13845  |       |
| Yvette Serena Bahiol          | 12449  |       |
| Noella Prandy                 | 12447  |       |
| Assoumou Edima Samantha Julia | 12365  |       |
| Wondjè Eyidi Ruth             | 10889  |       |
| Serges Boumtje                | 5503   |       |
| Brigitte Nadongue Onana       | 4693   |       |
| Stéphanie Kamfing             | 4685   |       |
| Blessing Mbony                | 4565   |       |
| Elsie Ngankam                 | 3910   |       |
| Marguerite Penda              | 3842   |       |
| Tamasang Zita Ngenwie         | 3368   |       |
| Njanga Eke Lydienne           | 2562   |       |
| Nga Mfono Rose Ange Marie     | 2507   |       |
| Cecile Nseng Zang             | 2165   |       |
| Beyala Sonia Etaba            | 2161   |       |
| Leslie Betama Amougou         | 1770   |       |
| Maélisse Matuekam             | 1485   |       |
| Michelle Darelle Fogno        | 988    |       |
| Raïssa Mandeng                | 510    |       |
| Ezeti Tizi Augustine          | 507    |       |
| Masso Nkolo Melissa           | 333    |       |
| Ndoudja Djounsia Hamadou      | 302    |       |
| Fabiola Atta                  | 275    |       |
| Martiale Trecia Diyani Kanga  | 202    |       |

## Observations